# We Media
We Media is een Belgische beroepsorganisatie van uitgevers van periodieke publicaties.

## Historiek
De organisatie ontstond in september 2018 uit de fusie van The Ppress en de UPP.

## Structuur
De hoofdzetel is gelegen in de Raketstraat 50 te Brussel.
De maatschappelijke zetel is gevestigd in Z.1. Research Park 120 te Zellik.